# Gare de Barcelone-Les Planes
Pour les articles homonymes, voir Planes.
La gare de Barcelone-Les Planes est une gare ferroviaire espagnole de la ligne Barcelone - Vallès située sur le territoire de la commune de Barcelone, dans la comarque du Barcelonès, dans la province de Barcelone, en Catalogne.
Elle est mise en service en 1916 par la Compañía de los Ferrocarriles de Cataluña. C'est une gare de Ferrocarrils de la Generalitat de Catalunya (FGC), desservie par les trains des lignes S1 et S2.

## Situation ferroviaire
Établie à 227 mètres d'altitude, la gare de Les Planes est située au point kilométrique (PK) 04,243 de la ligne Barcelone - Vallès entre les gares ouvertes de Vallvidrera et de La Floresta.

## Histoire
Elle a été inaugurée le 28 novembre 1916, avec la mise en service du tronçon de ligne depuis Sarrià, constituant la première phase de la ligne vers le Vallès, une fois franchie la chaîne de la Collserola.
Les travaux ont été réalisés par la Compañía de los Ferrocarriles de Cataluña (FCC), qui avait absorbée en 1912, la Compañía del Ferrocarril Sarriá a Barcelona (FSB). Cette dernière avait elle-même acquis la Compañía del Ferrocarril de Barcelona a Sarriá (FBS), à l’origine de la ligne du Vallès, à cause de l'accumulation de dettes de cette dernière en 1874.
En 1936, au déclenchement de la Guerre civile espagnole, la compagnie propriétaire de la ligne passa entre les mains de collectifs d’ouvriers qui en prirent en charge l'infrastructure et la gestion. En 1939, la ligne fut rendue aux propriétaires d'avant les collectivisations.
Dans les années 1940, les quais ont été rehaussés.
Il est à noter qu’en 1941, lors de la nationalisation des chemins de fer en Espagne, la FCC, la FSB et leurs infrastructures ne furent pas intégrées à la RENFE, car la ligne n’était pas à écartement ibérique.
À partir des années 1970, la Compañía del Ferrocarril Sarriá a Barcelona (FSB) commença à souffrir de problèmes financiers, dus à l’inflation, à la hausse des coûts d’exploitation et à des tarifs réglementés non compensés. En 1977, après avoir demandé des subventions à plusieurs institutions, elle sollicita le rachat de la concession des lignes urbaines, mais la mairie de Barcelone rejeta la demande, et le 23 mai 1977, la fermeture du réseau à compter du 20 juin fut annoncée.
Le gouvernement évita la fermeture en attribuant provisoirement par décret royal, le 17 juin 1977, l’exploitation du réseau à Ferrocarriles de vía estrecha (FEVE), pendant que le ministère des Travaux publics, la Députation de Barcelone, la Corporation métropolitaine et la mairie de Barcelone étudiaient les modalités d’exploitation. L’indétermination de la gestion provoqua une dégradation du matériel et des installations, entraînant par moments l’arrêt complet du service.
Avec l’instauration de la Généralité de Catalogne, le gouvernement espagnol transféra à celle-ci la gestion des lignes exploitées par la FEVE en Catalogne, confiées au Département de la Politique Territoriale et des Travaux Publics (DPTOP). En 1979, fut créée la société publique Ferrocarrils de la Generalitat de Catalunya (FGC), qui intégra ces lignes à son réseau le 7 novembre 1979, sous la dénomination “Línea Cataluña y Sarriá”.
En 1997, une passerelle piétonne a été construite pour relier les quais et ils ont été équipés d’ascenseurs et d’escaliers. Le quai a également été allongé pour accueillir des trains de quatre voitures.

## Fréquentation
En 2016, la fréquentation annuelle de la gare s'élevait à 372 398 voyageurs.

## Services des voyageurs

### Accueil
C'est une gare FGC qui dispose d'un bâtiment voyageurs de plusieurs étages, qui est le seul exemple de gare de style moderniste en Catalogne. Elle est équipée d'automates pour l'achat de titres de transport et d'une salle d'attente.
Les étages supérieurs étaient autrefois des logements, mais accueillent aujourd’hui un bureau du parc naturel de Collserola.
La gare dispose de 3 quais et 3 vois dont une en impasse. Seul le quai central entre les voies 1 et 2 est utilisé, il est couvert par une marquise comporte les barrières tarifaires de contrôle. On y accède par une passerelle surélevée, avec des accès depuis la route de Vallvidrera et la Plaça Major del Rectoret.
Une grande marquise couvre le quai de la voie secondaire, devant le bâtiment voyageurs. 
De plus, il y a un bâtiment annexe affecté à des services ferroviaires, qui a aujourd’hui d’autres fonctions.

### Desserte
La gare est desservie par les lignes S1 et S2 de FGC.

### Intermodalité
Elle est desservie par les lignes 118 et 128 des bus de Barcelone.